# Boutyrskaïa (métro de Moscou)
Pour l’article homonyme, voir Boutyrskaïa.
Boutyrskaïa (en russe : Бутырская et en anglais : Butyrskaya) est une station de la ligne Lioublinsko-Dmitrovskaïa (ligne 10 verte) du métro de Moscou, située sur le territoire du raïon Boutyrski dans le district administratif nord-est de Moscou.

## Situation sur le réseau
Établie en souterrain, à 60 mètres sous le niveau du sol, la station Boutyrskaïa est située au point 76+36 de la ligne Lioublinsko-Dmitrovskaïa (ligne 10 verte), entre les stations Fonvizinskaïa (en direction de Petrovsko-Razoumovskaïa) et Marina Rochtcha (en direction de Ziablikovo).